# Hyattella fistulosa
Hyattella fistulosa är en svampdjursart som beskrevs av Lendenfeld 1889. Hyattella fistulosa ingår i släktet Hyattella och familjen Spongiidae. Inga underarter finns listade i Catalogue of Life.